# Fargesia nitida
Fargesia nitida är en gräsart som först beskrevs av Algernon Bertram Freeman Mitford, och fick sitt nu gällande namn av Keng f. och Tong Pei Yi. Fargesia nitida ingår i släktet bergbambusläktet, och familjen gräs. Inga underarter finns listade i Catalogue of Life.

## Bildgalleri

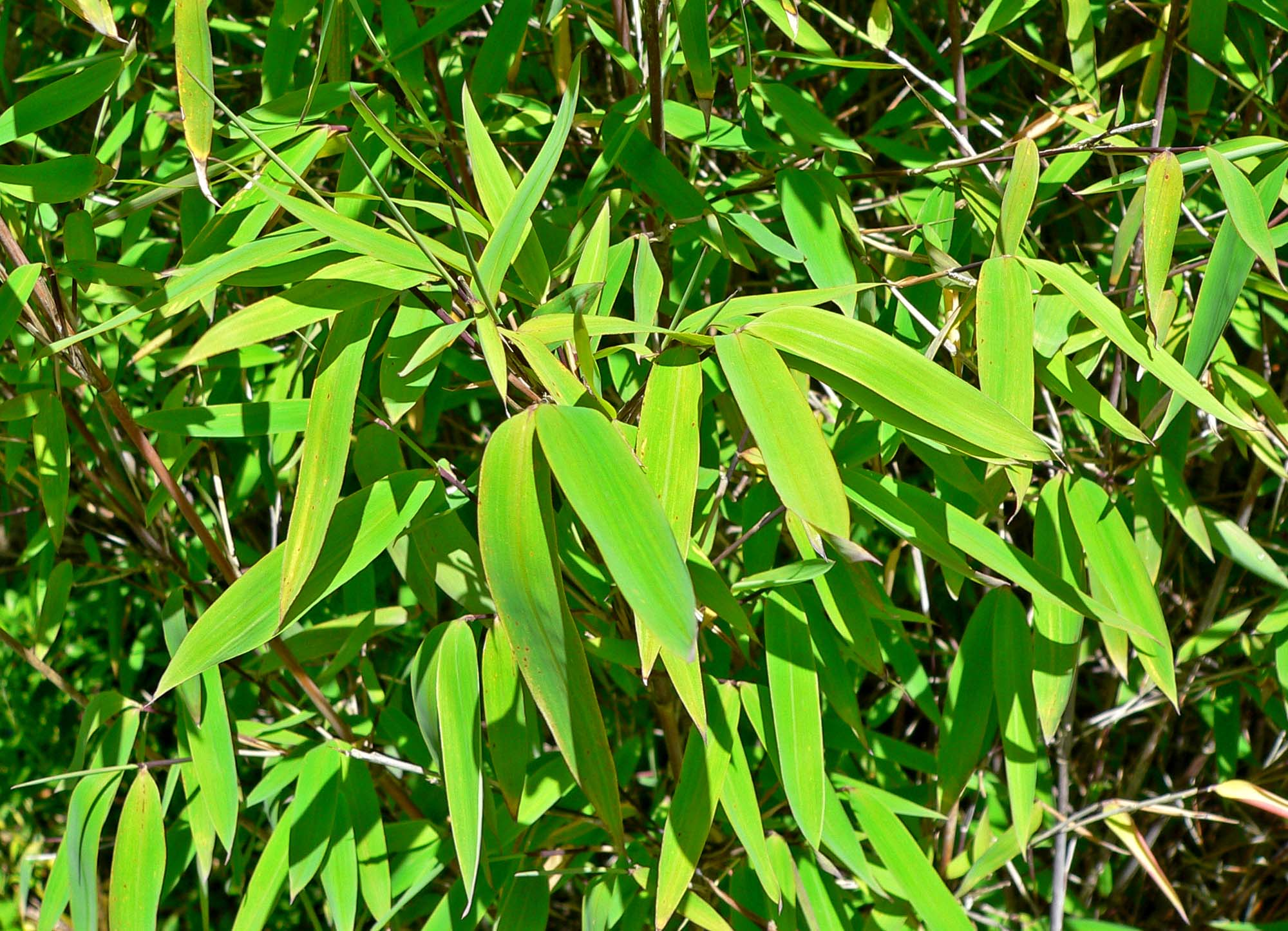
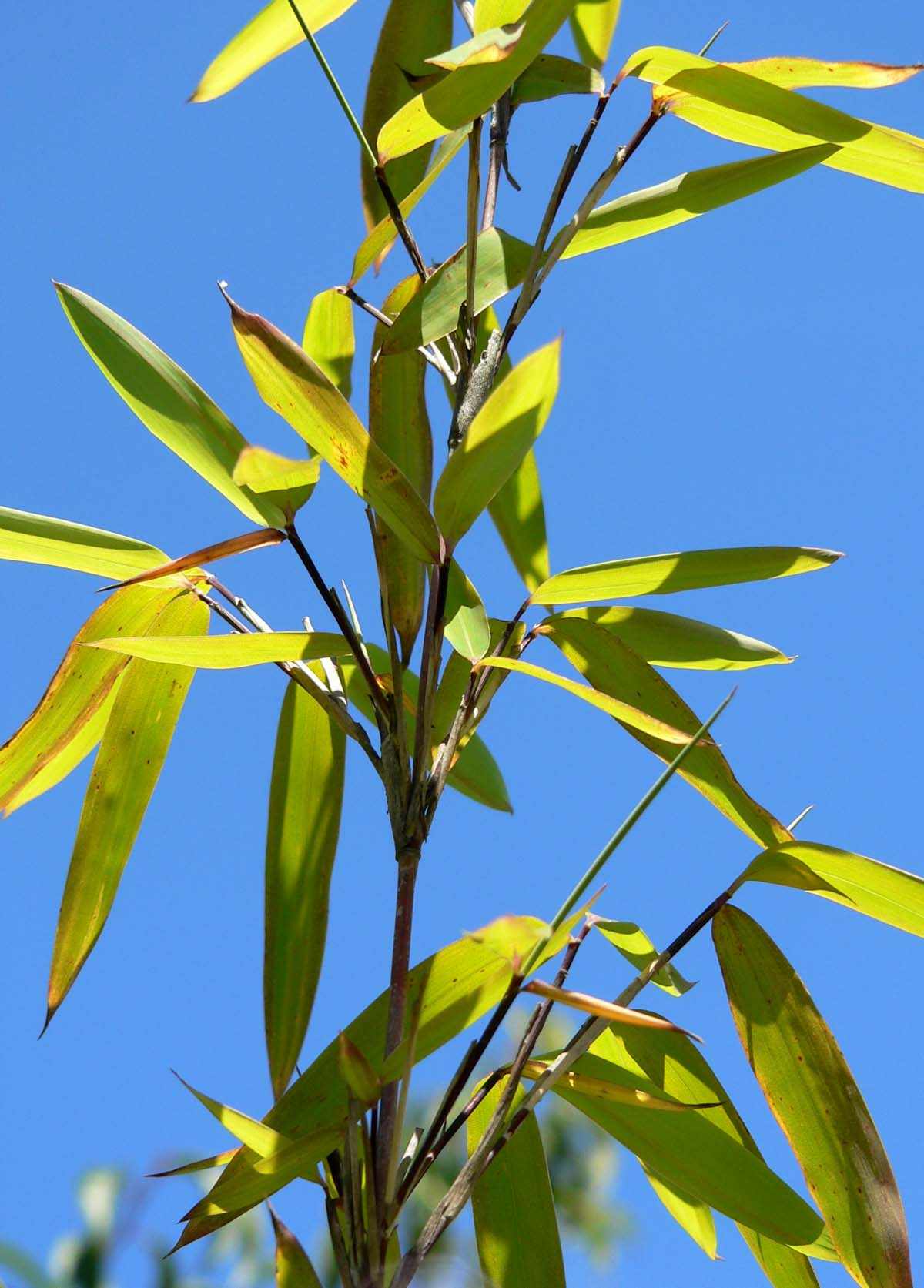
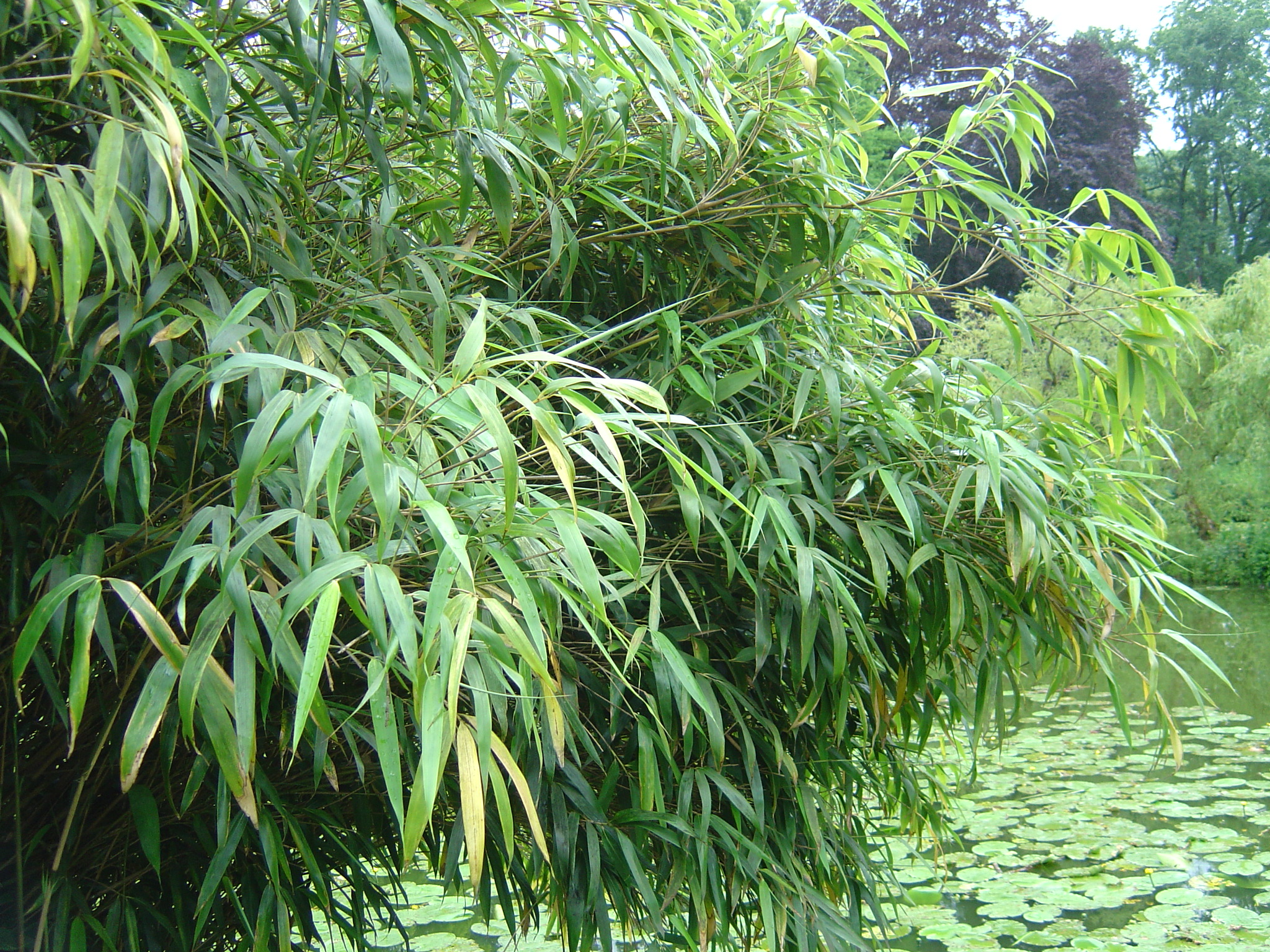
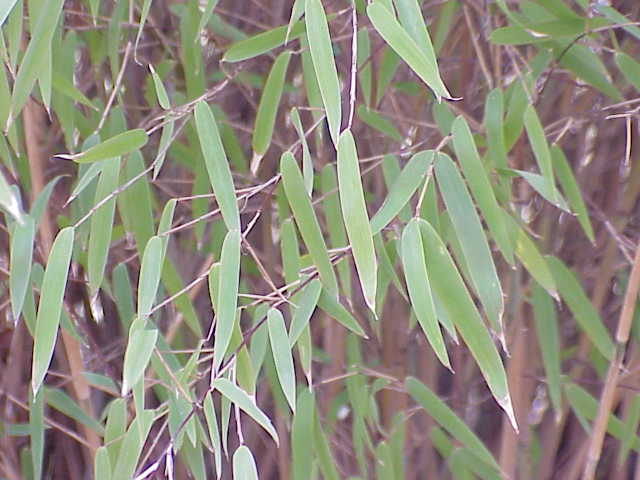
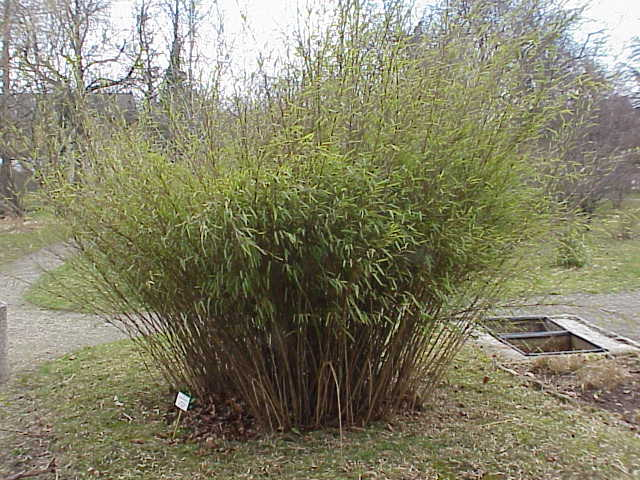
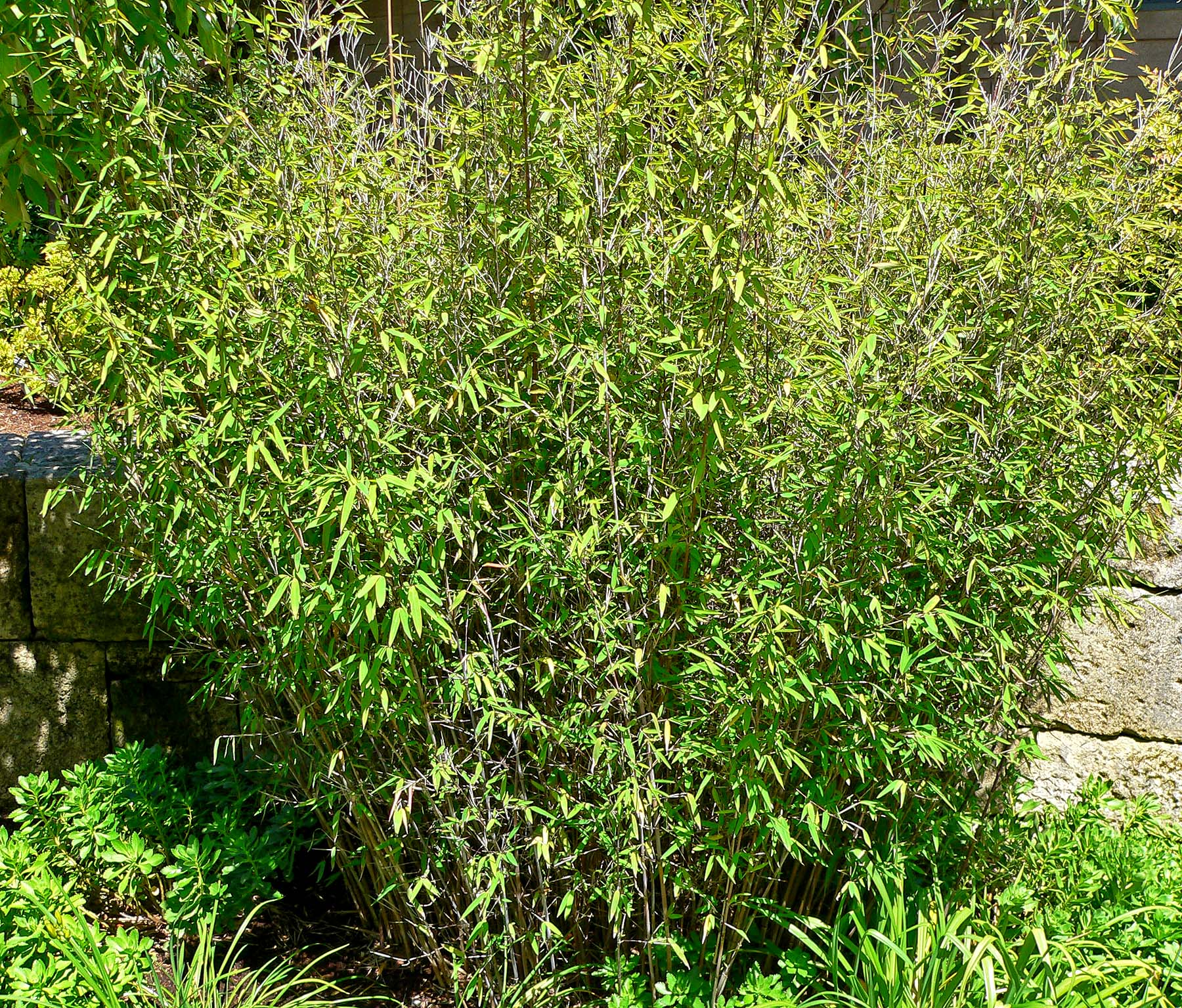